# Szigmoid függvények
A szigmoid-függvények gyűjtőnév alatt ‘S’ alakú grafikonnal rendelkező (általában valós értékű és folytonos) függvényeket szokás érteni. Ezek közel szimmetrikus viselkedést mutatnak az induló- és a megállapodó tartományban. Van egy monoton felfutási szakaszuk, egy középső, lassú változást mutató szakasz, majd egy, a konstans növekedést megközelítő, egyre lassuló újabb monoton növekvő szakasz következik. Ezek a szakaszok egy S betűre, vagy a görög kis szóvégi szigma betűjelére emlékeztető grafikonná állnak össze.
Számos természeti folyamat úgy zajlik le, hogy az időben, egy kezdeti értéktől kissé gyorsulva indul, majd közeledik a végső állapotig. Ilyenek például a tanulási folyamatok, melyeket az úgynevezett tanulási függvénnyel lehet ábrázolni.
Ha az adott folyamatról részletes, karakterisztikus leírás hiányzik, akkor a szigmoid-függvény kifejezés is pótolhatja az adott folyamat leírását, ábrázolását.
A szigmoid-függvény gyakran az úgynevezett logisztikai függvény speciális esetére utal, és a következő függvénnyel definiálhatjuk:
{\displaystyle P(t)={\frac {1}{1+e^{-t}}}.}
A szakirodalomban azonban további függvényeket is szokás ezen a néven nevezni. [forrás?] Egy másik példa a Gompertz-görbe, mely a t érték felé telítődik. További példa lehet az Ogee-görbe, melyet vízelvezető csatornák túlfolyóinál alkalmazzák. Számos további alkalmazásnál találkozhatunk a szigmoid görbével: mesterséges neuronok aktiválási függvénye, a logisztikus növekedés görbéje (ezt szokás leggyakrabban szigma- vagy szigmoid-görbeként említeni [forrás?]), és a hiperbolikus függvények.

Logisztikai görbe

Gauss-féle hibafüggvény

## Tulajdonságok
Általában a szigmoid-függvény valós értékű, és differenciálható. Első deriváltja harang alakú.
Egy pár horizontális aszimptotával rendelkezik, ahol {\displaystyle t\rightarrow \pm \infty }.  A logisztikai-függvények szigmoidak, és egy differenciál egyenlet megoldásaként jellemezhetők:
{\displaystyle P'(t)={\frac {r}{k}}P(t)(b-P(t)).}

## Példák

Szigmoid-függvények

Az alsó ábrán különböző szigmoid-függvények láthatók. Minden függvény normalizált, 0 és 1 között.
A logisztikai függvény mellett, szigmoid típusú az arkusz tangens,a hiperbolikus tangens, és a hibafüggvény, és  {\displaystyle f(x)={\tfrac {x}{\sqrt {1+x^{2}}}}}.  
alakú algebrai függvények.
Általában minden egyenletes, pozitív integrál szigmoid, így a kumulatív eloszlásfüggvények, valószínűség-eloszlások.
A legnevezetesebb példa a hiba-függvény, mely a normális eloszlás kumulatív eloszlás függvénye.